# Tanysiptera
A Tanysiptera a madarak osztályának szalakótaalakúak (Coraciiformes) rendjébe, ezen belül a  jégmadárfélék (Alcedinidae) családjába tartozó nem.

## Rendszerezésük
A nemet Nicholas Aylward Vigors ír zoológus írta le 1825-ben, az alábbi fajok tartoznak ide:
- enciánkék lesőmadár (Tanysiptera galatea)
- kofiau-szigeti lesőmadár (Tanysiptera ellioti)
- biaki lesőmadár (Tanysiptera riedelii)
- numfori lesőmadár (Tanysiptera carolinae)
- apró lesőmadár (Tanysiptera hydrocharis)
- paradicsom lesőmadár (Tanysiptera sylvia)
- feketesapkás lesőmadár (Tanysiptera nigriceps) - olykor azonos fajba sorolják a paradicsom lesőmadárral
- vörösmellű lesőmadár (Tanysiptera nympha)
- barnafejű lesőmadár (Tanysiptera danae)